# Танаїс (кінотеатр)
«Танаїс» (рос. Кинотеатр «Танаис») — кінотеатр, розташований у Новочеркаську, Ростовська область (Росія). Найстаріший кінотеатр міста. Є пам'яткою архітектури місцевого значення.

## Історія
В 1903 році у Новочеркаську на Платовському проспекті у будинку Кіндратової відкрився кінотеатр «Пате», який був обладнаний привезеної з Парижа технікою французької компанії «Ф.  і Е.Пате», на честь неї спочатку іменувався кінотеатр. Місцева козачка Євдокія Петрівна Кондратова організувала будівництво будівлі спеціально під кінотеатр. Цей будинок став першим у місті, яке було побудовано суто як кінотеатр, у чому полягає його історична важливість.
Влітку і восени 1914 року у кіно була популярна військова тематика, у місцевій пресі часто зустрічалися наступні оголошення: в електро-біографі «Пате» йде картина «Боротьба з демоном» «за участю відомого кінемо-артиста В. Гаррісона» або «Пате» — успішно конкурує в Новочеркаську, показуючи «великі історичні картини як „Спартак, вождь гладіаторів“ та „Клеопатра і Антоній“».
Спочатку біля будівлі кінотеатру був балкон. На першому поверсі з лівої сторони перебував галантерейний магазин, а з правого — перукарня. У підвалі знаходився винний льох. Протягом усього XX століття будівля використовувалася за безпосереднім призначенням, ніяких магазинів в ньому вже не було, змінювалося лише його назва — в 1927 році кінотеатр «Пате» перейменували в «Темп», потім — «III Інтернаціонал», «Радянський», «Комсомолець» і вже в 1990-х роках — «Танаїс».
В 2000-х будівля перебувала на ремонті, а на початку 2010 року виставлено на продаж.